# Manuel García Prieto
Manuel García Prieto (Astorga, 5 novembre 1859 – San Sebastián, 8 marzo 1938) è stato un avvocato e politico spagnolo.
È stato Presidente del Consiglio cinque volte: dal 12 novembre al 14 novembre 1912 ad interim, dal 19 aprile all'11 giugno 1917, dal 3 novembre 1917 al 22 marzo 1918, dal 9 novembre al 5 dicembre 1918 e dal 7 dicembre 1922 al 15 settembre 1923.